# Varzy
 Varzy  es una población y comuna francesa, situada en la región de Borgoña, departamento de Nièvre, en el distrito de Clamecy y cantón de Varzy.

## Demografía
| 1465 | 1495 | 1459 | 1475 | 1455 | 1303 |
| Para los censos de 1962 a 1999 la población legal corresponde a la población sin duplicidades (Fuente: INSEE [Consultar]) |      |      |      |      |      |